# Haut Enseignement Commercial pour les jeunes filles
Die Haut Enseignement Commercial pour les jeunes filles (häufiger HEC Jeunes Filles) war eine französische Hochschule für Handel und Management, die Frauen vorbehalten war und von 1916 bis 1975 betrieben wurde. HECJF war ein staatlich anerkannter Abschluss in Frankreich. Das Diplom ermöglichte den Unterricht in Wirtschaftswissenschaften und Management an Grundschulen und verschaffte Credits für die Ausbildung zum Wirtschaftsprüfer.
Ursprünglich hieß die Schule EHEC, nach der  Befreiung wurde sie in HEC Jeunes Filles umbenannt.
HECJF und 1975 von der HEC Paris übernommen.
Seit dem 1. Januar 2013 sind HECJF-Alumnae Vollmitglied von HEC Alumni.

## Bekannte Absolventen
- Édith Cresson (* 1934), französische Politikerin (PS)